# Laguna de Tres Pueblos
Laguna de los Tres Pueblos es una laguna situada en el término municipal de Saldaña, en la provincia de Palencia.
El Ayuntamiento de Saldaña, con fecha de marzo de 2022, ha creado una ruta señaliza para llega a la laguna desde Membrillar, Valenoso o Renedo del Monte.
Ruta desde la pedanía de Valenoso hasta la Laguna Mayor, también llamada Laguna de los Tres Pueblos por estar situada en la confluencia de los términos de Membrillar, Renedo del Monte y Valenoso. Es muy habitual la presencia de aves en sus aguas y orillas como la garza, el pato y la garceta.
Vistas de arquitectura tradicional de adobe y del pico Curavacas. 